# Chlorochromian pirydyny
Chlorochromian pirydyny, PCC, odczynnik Coreya – organiczny związek chemiczny, sól pirydyniowa kwasu chlorochromowego. Jest utleniaczem stosowanym w syntezie chemicznej do utleniania alkoholi do aldehydów oraz ketonów.

## Otrzymywanie
Odczynnik ten został opisany w roku 1975 przez Eliasa Jamesa Coreya i Williama Suggsa w 1975 roku. Został on otrzymany przez przypadek – zamiast planowanego związku chromu(V) Suggs użył związku chromu(VI). Typowa procedura obejmuje reakcję pirydyny z kwasem chlorochromowym, uzyskanym z tlenku chromu(VI) i 6 M kwasu solnego. Reakcje prowadzi się w temperaturze pokojowej w dichlorometanie (DCM) przez około 1–2 godziny.

## Zastosowanie
PCC stosowany jest jako utleniacz grupy hydroksylowej alkoholi pierwszo- i drugorzędowych do aldehydów i ketonów. Utlenianie alkoholi pierwszorzędowych. prowadzone w DCM kończy się na etapie aldehydu, natomiast w przypadku użycia DMF jako rozpuszczalnika zachodzi utlenianie do kwasów karboksylowych.
Alternatywnym odczynnikiem o podobnej reaktywności, lecz mniejszej kwasowości jest dichromian pirydyny (odczynnik Cornfortha).